# Circles (песня Андреа Коевской)
«Circles» (с англ. — «Круги») — песня македонской певицы Андреа Коевской. Выпуск сингла состоялся 17 января 2022 года в форматах цифровой дистрибуции и потоковой мультимедиа, а его авторами стали сама Андреа Коевская и Александр Масевский.
С этой песней она представляла Северную Македонию на конкурсе песни «Евровидение-2022» в Турине, Италия, одержав победу на национальном отборе «За Еврсоонг 2022».

## Контекст
По словам певицы, «„Circles“ — это песня, напоминающая о том, что человек может найти в себе силу, чтобы вырваться из порочного круга, который он чувствует в тяжёлой ситуации». Также певица рассказала, что «песня была написана в то время, когда она жила в токсичных отношениях с одним человеком, из которых не было выхода».

## Евровидение

### Национальный отбор
С 10 декабря 2021 года по 16 января 2022 года было открыто окно для подачи заявок на участие в национальном отборе на конкурс «Евровидение-2022» «За Евросонг 2022». По истечении крайнего срока македонский телевещатель «MРТ» получил 47 заявок, 6 из которых были отобраны специальным жюри для участия в отборе. 21 января 2022 года были объявлены 6 участников отбора и названия их конкурсных песен.
28 января состоялся релиз этих конкурсных песен во время программы MRT Stisni Plej. Зрители могли проголосовать онлайн за понравившуюся песню до 4 февраля 2022 года. Финал «Za Evrosong 2022» состоялся 4 февраля 2022 года в MRT Studio 1, ведущими которого были Яна Бурческая и Александра Йовановская. Победитель определялся путём 50 % онлайн-голосования и 50 % международного жюри.
Во время голосования случилась ничья между первыми местами — песни Андреа Коевской «Circles» и Виктора Апостоловского «Superman» получили в общем 20 баллов. Так как композиция «Circles» получила максимальное количество баллов от жюри, а «Superman» — лишь 8, то победу одержала первая. Таким образом, Андреа Коевская с песней «Circles» была выбрана представительницей Северной Македонии на конкурсе «Евровидение-2022» в Турине, Италия.

### Инцидент на «Бирюзовой дорожке»
Во время церемонии открытия конкурса, которая носила название «Бирюзовая дорожка», Андреа бросила флаг Северной Македонии на пол. Македонский телевещатель резко отреагировал на это и опубликовал заявление, в котором сообщалось, что они рассматривали возможность снятия певицы с конкурса.
Позже Андреа извинилась за свои действия и объяснила, что её делегация находилась на далёком расстоянии, чтобы взять флаг, и из-за того, что нужно было сделать фотографии для прессы, решила бросить его. Певица заявила: «Я вовсе не собиралась кого-то обидеть, но если я это сделала, то приношу свои извинения. Я ношу с собой флаг везде, куда бы я ни пошла, и я надеюсь, что мы действительно сможем пройти через это».

### На «Евровидении»
Согласно правилам «Евровидения», все страны, за исключением страны-хозяйки и «Большой пятёрки», состоящей из Великобритании, Германии, Испании, Италии и Франции, должны принять участие в одном из двух полуфиналов для того, чтобы пройти в финал, в который проходит десятка лучших соответствующего полуфинала. Европейский вещательный союз (ЕВС) разделил страны, участвующие в полуфиналах, на шесть разных корзин на основе моделей голосования на предыдущих конкурсах, причём страны с благоприятной историей голосования были помещены в одну корзину. 25 января 2022 года была проведена жеребьёвка, в результате которой каждая страна попала в один из двух полуфиналов, а также была определена половина шоу, в которой она будет выступать. Северная Македония вошла во второй полуфинал, который состоялся 12 мая 2022 года, и выступила под номером 11.
По итогам второго полуфинала песня не прошла в финал, заняв 11-е место с 76 баллами.